# Kurt Hilbert
Kurt Hilbert war ein deutscher Fußballspieler.

## Karriere
Hilbert war Stürmer des Altonaer Fußball-Clubs von 1893, der nach dem Gewinn der Norddeutschen Meisterschaft, die erstmals – auf Antrag von Holstein Kiel – im Ligasystem mit den zehn stärksten Mannschaften des NFV ausgetragen wurde, auch in der Endrunde um die Deutsche Meisterschaft eingesetzt wurde. Er kam am 3. Mai 1914 in Essen bei der 1:4-Niederlage n. V. gegen den Duisburger SpV im Viertelfinale zum Einsatz.

## Erfolge
- Norddeutscher Meister 1914